# فایو پوینتس، شهرستان پلوماس، کالیفرنیا
فایو پوینتس (به انگلیسی: Five Points) یک منطقهٔ مسکونی در ایالات متحده آمریکا است که در شهرستان پلوماس، کالیفرنیا واقع شده‌است. فایو پوینتس ۲٬۰۷۴ متر بالاتر از سطح دریا واقع شده‌است.